# Mariano Ruiz Ruiz
Mariano Ruiz Ruiz es un deportista español que compitió en atletismo adaptado. Ganó tres medallas de oro en los Juegos Paralímpicos de Verano en los años 1988 y 1992.

## Palmarés internacional
| Juegos Paralímpicos | Juegos Paralímpicos  | Juegos Paralímpicos | Juegos Paralímpicos |
| Año                 | Lugar                | Medalla             | Prueba              |
| ------------------- | -------------------- | ------------------- | ------------------- |
| 1988                | Seúl (Corea del Sur) | Medalla de oro      | 1500 m B2           |
| 1988                | Seúl (Corea del Sur) | Medalla de oro      | 5000 m B2           |
| 1992                | Barcelona (España)   | Medalla de oro      | 5000 m B2           |